# Xanthoria
Xanthoria ist eine Gattung lichenisierter Pilze (Flechten) aus der Familie der Teloschistaceae und gehört zu den Blattflechten (Flechten mit foliösen Thalli). Der Gattungstypus ist die Gewöhnliche Gelbflechte, Xanthoria parietina. Die mit der Gattung Xanthoria in Symbiose lebenden Algen gehören der Gattung Trebouxia an. Vertreter der Gattung sind auf der Nordhalbkugel der Erde verbreitet, Xanthoria parietina auch auf die Südhalbkugel durch menschlichen Einfluss verschleppt. Auch aufgrund ihrer hohen Schadstofftoleranz ist die in Deutschland heimische Xanthoria parietina sehr häufig und optisch auffallend, da sie selbst in Städten die Rinde lebender Bäume besiedelt und so für auffallend gelb gefärbte Äste sorgt.

## Beschreibung
Makroskopische Merkmale
Die Thalli sind folios und wachsen in Form von horizontalen bis teilweise aufsteigenden Loben bzw. Lappen dem Substrat entlang. Die Thallusränder sind nicht mit dem Substrat verbunden und besitzen sowohl ober- als auch unterseits einen Cortex. Die Anheftung an das Substrat erfolgt durch Haptere (einzelne, kurze Stränge, die von der Unterseite des Thallus ausgehen). Die Thalli sind auffallend leuchtend gelb bis orange gefärbt und reagieren mit Kaliumhydroxid (Kalilauge) tief rot aufgrund einer chemischen Reaktion des Pigments Parietin. Die meisten Arten bilden Fruchtkörper in Form von Apothecien (becherförmigen Fruchtkörper) aus, die dunkler orange als der Thallus gefärbt sind. Die Apothecien sind lecanoroid (auch zeorin genannt), das heißt, der Apothecienrand besteht sowohl aus dem Thallus als auch aus dem Excipulum des Fruchtkörpers. Die Apothecien werden also auf der Außenseite vom Thallus überzogen. Der Thallus mancher Arten zeigt auf der Oberseite der Loben Isidien. Pycnidien sind in den Thallus eingesenkt und unauffällig, so z. B. bei Xanthoria parietina.
Mikroskopische Merkmale

Die Asci sind bitunikat und enthalten jeweils acht Sporen. Die Sporen sind auffällig dickwandig, dennoch farblos-hyalin, zweizellig mit sehr breitem Septum und enthalten ein sehr schmales Lumen, das die Form einer Hantel aufweist, da es als sehr dünner, erkennbarer Plasmastrang durch die Pore des Septums reicht und so die beiden Lumina der Zellen durch diesen Strang verbindet (polardiblastische bzw. polarilokulare Sporen). Konidien (der Pycnidien) sind ellipsoid. Der Cortex ist paraplectenchymatisch oder intrikat prosoplectenchymatisch. Die Hyphen des oberen Cortex zeigen auffallende, kristalline Auflagerungen, die aus dem Pigment Parietin bestehen. 

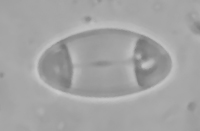
Polardiblastische Spore von Xanthoria parietina

## Abgrenzung von anderen Gattungen
Die Gattung Xanthoria sensu lato ist durch die nur mit Hapteren am Substrat befestigten Thalli, deren Loben am Thallusrand entsprechend nicht mit dem Substrat verbunden sind, den polardiblastischen Sporen mit auffallend breitem Septum und das Pigment Parietin definiert. Diese durch klassische Morphologie und Anatomie festgelegte Gattungsdefinition wird jedoch genetisch nicht bestätigt. Die von Xanthoria sensu stricto abgespaltenen Gattungen sind teils mit klassischen Methoden im Moment nicht abgrenzbar. So finden sich keine morphologischen oder anatomischen Unterschiede in den aktuellen Gattungsdefinitionen von Xanthoria s. str. und Polycauliona. Mithilfe der Sequenzierung der Barcoding-Region ITS (rDNA) lassen sich die Gattungen der Unterfamilie Xanthorioideae jedoch alle gut voneinander abtrennen und unterscheiden.

## Arten

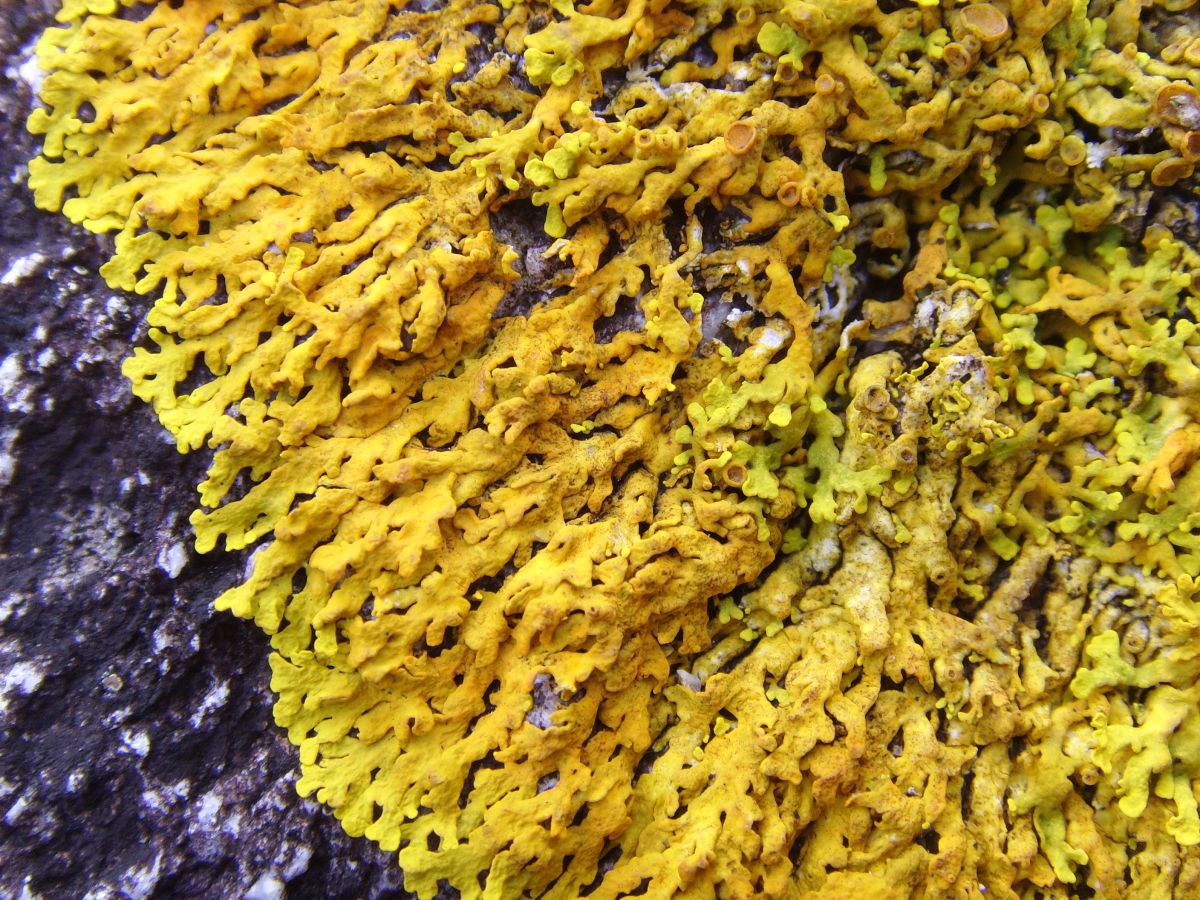
Xanthoria aureola

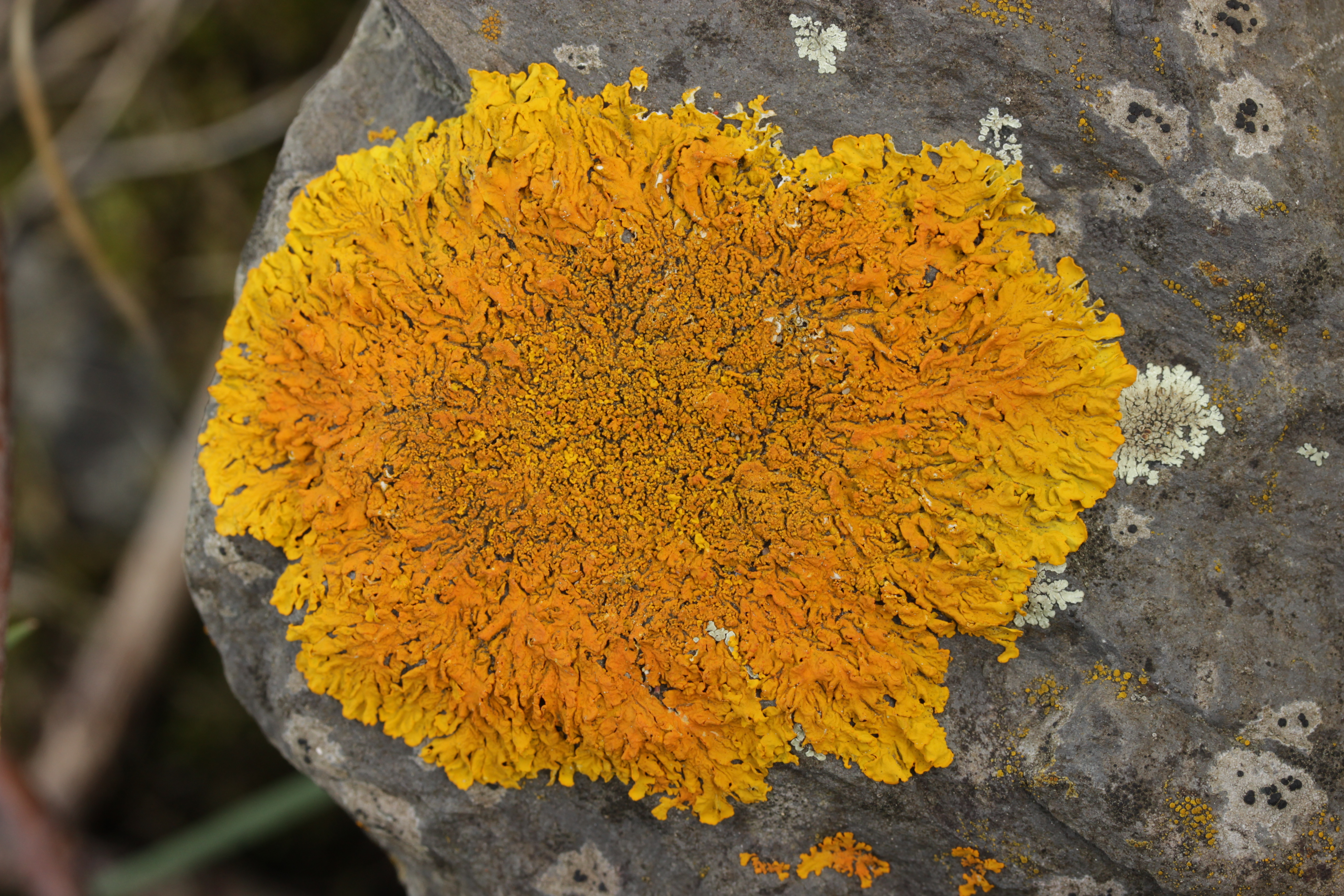
Xanthoria calcicola

Die Gattung Xanthoria besteht im aktuellen, polyphyletischen Sinn aus ca. 15 Arten. Die Anzahl beschriebener Arten ist mit 161 jedoch ungleich höher. Nachfolgend werden nur Arten aufgeführt, die genetisch geprüft zu Xanthoria s. str. zählen.
- Xanthoria aureola
- Xanthoria calcicola
- Xanthoria coomae
- Xanthoria ectaneoides
- Xanthoria mediterranea
- Xanthoria parietina
- Xanthoria resendei
- Xanthoria stiligera

Beispiele für Ausgliederungen aus der Gattung Xanthoria: Die in vielen Werken als Xanthoria elegans bezeichnete Art wird z. B. aktuell in der Gattung Rusavskia als Rusavskia elegans geführt. Die unter dem Namen Xanthoria polycarpa ebenfalls sehr bekannte Art steht nun in der Gattung Polycauliona als Polycauliona polycarpa.

## Systematik
Die Gattung Xanthoria wird in die Ordnung Lecanorales gestellt, zu der die meisten lichenisierten Pilze gehören. Innerhalb der Familie Teloschistaceae wird die Gattung in eine eigene Unterfamilie Xanthorioideae zusammen mit einigen anderen Gattungen wie z. B. Athallia, Austroplaca, Calogaya, Flavoplaca, Orientophila, Pachypeltis, Polycauliona oder Rusavskia. Die aktuelle Gattungsdefinition über die Ausprägung des Thallus muss überarbeitet werden, da die Gattung Xanthoria im aktuellen Sinn polyphyletisch ist.

## Verbreitung
Die Gattung Xanthoria ist auf der Nordhalbkugel der Erde verbreitet. Das Verbreitungszentrum mit der höchsten Diversität liegt in Europa und dort im mediterranen Raum. Vorkommen von Xanthoria parietina auf der Südhalbkugel werden als vermutlich anthropogen (durch Verschleppung verursacht) eingestuft.

## Ökologie
Vertreter der Gattung Xanthoria besiedeln die Rinde und Borke lebender und toter Bäume und Sträucher sowie basisches bis pH-neutrales Gestein.

## Bedeutung für andere Organismen
Die Gattung Xanthoria s. str. dient sehr vielen flechtenparasitischen Pilzarten als Wirt.